# San Mateo y el ángel (Caravaggio, destruido)
San Mateo y el ángel fue un cuadro realizado por Caravaggio para decorar una de las estancias de la Iglesia de San Luis de los Franceses, en Roma.

## Descripción
La obra mostraba a Mateo escribiendo su Evangelio asistido por un ángel, y fue contundentemente rechazada por los comitentes, siendo adquirida por el banquero y mecenas Vincenzo Giustiniani o por su hermano, el cardenal Benedetto. Caravaggio debió pintarla de nuevo, haciendo una nueva versión mucho más idealizada que sí fue aceptada por los clientes (conservada in situ). La primera versión fue destruida durante la Segunda Guerra Mundial, específicamente durante los bombardeos aliados sobre Berlín en 1945. La obra se encontraba en el Kaiser-Friedrich-Museum (actual Museo Bode), ubicado en la capital alemana, donde fue reducida a cenizas junto con otras piezas artísticas durante los ataques aéreos . 
A diferencia de la segunda versión, más idealizada y aceptada por la Iglesia —que aún se conserva en la Capilla Contarelli—, la primera solo sobrevive en fotografías en blanco y negro, testimonio de su estilo audaz y revolucionario . Este evento marca una pérdida significativa para el patrimonio artístico, ya que la obra reflejaba el enfoque naturalista y dramático que caracterizó a Caravaggio, alejado de las convenciones idealizantes de su época.